# Snabbt jagar stormen våra år
Snabbt jagar stormen våra år är en psalm skapad av en dikt av Erik Axel Karlfeldt från 1929 vars titel troligen var "Psaltare och lyra". Artur Erikson sjöng in psalmen, tonsatt av Gustaf Nordqvist för solosång och piano, utgiven 1937, på sin skiva Upp till Sions gårdar från 1980. Även Erland Hagegård har sjungit in den för skivan Sakralt.
Ett standardverk för unga avancerade körer är Sven-Eric Johansons tonsättning 1953. 
I en komposition av David Grufman framfördes psalmen vid Svenska Akademiens högtidsfest den 20 december 1929.

## Publicerad i
- 1937 års psalmbok som nr XVIII bland "Psalmer att läsas vid enskild andakt" under rubriken "Vid årsskiftet".

## Övrigt
Boken "En varm vänskap" av Nan Östman avslutas med psalmtexten.